# Franz Sproß
Franz Sproß (* 1899; † 1964) war ein deutscher Kommunalpolitiker (CSU).
Sproß lebte in Mitterteich. Im Oktober 1946 übernahm er den Vorsitz des CSU-Kreisverbandes Tirschenreuth. 1948 wurde er zum Landrat des Landkreises Tirschenreuth gewählt. Seine Amtszeit war geprägt vom Wiederaufbau. Er blieb bis 1964 im Amt.